# Liste des vainqueurs de rallye en WRC
- Liste des vainqueurs (80, dont 31 une victoire unique) en championnat du monde des rallyes (WRC) incluant les statistiques depuis les débuts en 1973 (17 nationalités différentes).
- En décembre 2014, seul en activité parmi les pilotes les plus victorieux du WRC, Ogier accuse un ratio victoires/départs de 0.28 (une victoire toutes les trois courses ½), très proche de celui de Loeb lors de son 24e succès (0.31). Les deux pilotes possèdent à ce stade de carrière un taux de réussite largement devant ceux de McRae (0.26), Grönholm (0.18), Mäkinen (0.17) et Sainz (0.15) (un Juan Manuel Fangio ayant eu dans sa propre discipline un taux de 0.47, également pour 24 victoires).

## Liste des vainqueurs de rallye
Mise à jour après le Rallye de Sardaigne 2025
| Rang | Victoire | Pilote              | Année et Rallyes gagnées                                                                                 |
| ---- | -------- | ------------------- | --- |
| 1    | 80       | Sébastien Loeb      | 2002 : 2003 : 2004 : 2005 : 2006 : 2007 : 2008 : 2009 : 2010 : 2011 : 2012 : 2013 : 2018 : 2022 :        |
| 2    | 64       | Sébastien Ogier     | 2010 : 2011 : 2013 : 2014 : 2015 : 2016 : 2017 : 2018 : 2019 : 2020 : 2021 : 2022 : 2023 : 2024 : 2025 : |
| 3    | 30       | Marcus Grönholm     | 2000 : 2001 : 2002 : 2003 : 2004 : 2005 : 2006 : 2007 :                                                  |
| 4    | 26       | Carlos Sainz        | 1990 : 1991 : 1992 : 1994 : 1995 : 1996 : 1997 : 1998 : 2000 : 2002 : 2003 : 2004 :                      |
| 5    | 25       | Colin McRae         | 1993 : 1994 : 1995 : 1996 : 1997 : 1998 : 1999 : 2000 : 2001 : 2002 :                                    |
| 6    | 24       | Tommi Mäkinen       | 1994 : 1996 : 1997 : 1998 : 1999 : 2000 : 2001 : 2002 :                                                  |
| 7    | 23       | Juha Kankkunen      | 1985 : 1986 : 1987 : 1989 : 1990 : 1991 : 1992 : 1993 : 1994 : 1999 :                                    |
| 8    | 21       | Ott Tänak           | 2017 : 2018 : 2019 : 2020 : 2021 : 2022 : 2023 : 2024 :                                                  |
| 8    | 21       | Thierry Neuville    | 2014 : 2016 : 2017 : 2018 : 2019 : 2020 : 2021 : 2022 : 2023 : 2024 :                                    |
| 10   | 20       | Didier Auriol       | 1988 : 1989 : 1990 : 1991 : 1992 : 1993 : 1994 : 1995 : 1998 : 1999 : 2001 :                             |
| 11   | 19       | Markku Alén         | 1975 : 1976 : 1977 : 1978 : 1979 : 1980 : 1981 : 1983 : 1984 : 1986 : 1987 : 1988 :                      |
| 12   | 18       | Hannu Mikkola       | 1974 : 1975 : 1978 : 1979 : 1981 : 1982 : 1983 : 1984 : 1987 :                                           |
| 12   | 18       | Jari-Matti Latvala  | 2008 : 2009 : 2010 : 2011 : 2012 : 2013 : 2014 : 2015 : 2016 : 2017 : 2018 :                             |
| 14   | 17       | Massimo Biasion     | 1986 : 1987 : 1988 : 1989 : 1990 : 1993 :                                                                |
| 15   | 16       | Björn Waldegård     | 1975 : 1976 : 1977 : 1978 : 1979 : 1980 : 1982 : 1983 : 1984 : 1986 : 1990 :                             |
| 15   | 16       | Kalle Rovanperä     | 2021 : 2022 : 2023 : 2024 : 2025 :                                                                       |
| 17   | 15       | Mikko Hirvonen      | 2006 : 2007 : 2008 : 2009 : 2010 : 2011 : 2012 :                                                         |
| 18   | 14       | Walter Röhrl        | 1975 : 1978 : 1980 : 1982 : 1983 : 1984 : 1985 :                                                         |
| 19   | 13       | Petter Solberg      | 2002 : 2003 : 2004 : 2005 :                                                                              |
| 20   | 11       | Stig Blomqvist      | 1973 : 1977 : 1979 : 1982 : 1983 : 1984 :                                                                |
| 20   | 11       | Elfyn Evans         | 2017 : 2020 : 2021 : 2023 : 2024 : 2025 :                                                                |
| 20   | 11       | Timo Salonen        | 1977 : 1980 : 1981 : 1985 : 1986 : 1987 :                                                                |
| 23   | 10       | Ari Vatanen         | 1980 : 1981 : 1983 : 1984 : 1985 :                                                                       |
| 23   | 10       | Richard Burns       | 1998 : 1999 : 2000 : 2001 :                                                                              |
| 25   | 7        | Sandro Munari       | 1974 : 1975 : 1976 : 1977 :                                                                              |
| 25   | 7        | Bernard Darniche    | 1973 : 1975 : 1977 : 1978 : 1979 : 1981 :                                                                |
| 25   | 7        | Gilles Panizzi      | 2000 : 2001 : 2002 : 2003 :                                                                              |
| 28   | 6        | Kenneth Eriksson    | 1987 : 1991 : 1995 : 1997 :                                                                              |
| 29   | 5        | Markko Martin       | 2003 : 2004 :                                                                                            |
| 29   | 5        | Shekhar Mehta       | 1973 : 1979 : 1980 : 1981 : 1982 :                                                                       |
| 29   | 5        | Jean-Pierre Nicolas | 1973 : 1976 : 1978 :                                                                                     |
| 29   | 5        | Jean-Luc Therier    | 1973 : 1974 : 1980 :                                                                                     |
| 29   | 5        | Kris Meeke          | 2015 : 2016 : 2017 :                                                                                     |
| 34   | 4        | Francois Delecour   | 1993 : 1994 :                                                                                            |
| 34   | 4        | Michele Mouton      | 1981 : 1982 :                                                                                            |
| 34   | 4        | Timo Makinen        | 1973 : 1974 : 1975 :                                                                                     |
| 37   | 3        | Jean Ragnotti       | 1981 : 1982 : 1985 :                                                                                     |
| 37   | 3        | Henri Toivonen      | 1980 : 1985 : 1986 :                                                                                     |
| 37   | 3        | Jean-Claude Andruet | 1973 : 1974 : 1977 :                                                                                     |
| 37   | 3        | Dani Sordo          | 2013 : 2019 : 2020 :                                                                                     |
| 37   | 3        | Andreas Mikkelsen   | 2015 : 2016 :                                                                                            |
| 43   | 2        | Esapekka Lappi      | 2017 : 2024 :                                                                                            |
| 43   | 2        | Philippe Bugalski   | 1999 :                                                                                                   |
| 43   | 2        | Mats Jonsson        | 1992 : 1993 :                                                                                            |
| 43   | 2        | Kenjiro Shinozuka   | 1992 : 1993 :                                                                                            |
| 43   | 2        | Ingvar Carlsson     | 1989 :                                                                                                   |
| 43   | 2        | Mikael Ericsson     | 1989 :                                                                                                   |
| 43   | 2        | Bruno Saby          | 1986 : 1988 :                                                                                            |
| 43   | 2        | Joginder Singh      | 1974 : 1976 :                                                                                            |
| 43   | 2        | Achim Warmbold      | 1973 :                                                                                                   |
| 50   | 1        | Hayden Paddon       | 2016 :                                                                                                   |
| 50   | 1        | Mads Østberg        | 2012 :                                                                                                   |
| 50   | 1        | Francois Duval      | 2005 :                                                                                                   |
| 50   | 1        | Jesus Puras         | 2001 :                                                                                                   |
| 50   | 1        | Harri Rovanperä     | 2001 :                                                                                                   |
| 50   | 1        | Piero Liatti        | 1997 :                                                                                                   |
| 50   | 1        | Ian Duncan          | 1994 :                                                                                                   |
| 50   | 1        | Gianfranco Cunico   | 1993 :                                                                                                   |
| 50   | 1        | Andrea Aghini       | 1992 :                                                                                                   |
| 50   | 1        | Armin Schwarz       | 1991 :                                                                                                   |
| 50   | 1        | Patrick Tauziac     | 1990 :                                                                                                   |
| 50   | 1        | Pentti Airikkala    | 1989 :                                                                                                   |
| 50   | 1        | Alain Oreille       | 1989 :                                                                                                   |
| 50   | 1        | Alain Ambrosino     | 1988 :                                                                                                   |
| 50   | 1        | Josef Haider        | 1988 :                                                                                                   |
| 50   | 1        | Jorge Recalde       | 1988 :                                                                                                   |
| 50   | 1        | Franz Wittmann      | 1987 :                                                                                                   |
| 50   | 1        | Bernard Béguin      | 1987 :                                                                                                   |
| 50   | 1        | Joaquim Moutinho    | 1986 :                                                                                                   |
| 50   | 1        | Guy Frequelin       | 1981 :                                                                                                   |
| 50   | 1        | Anders Kulläng      | 1980 :                                                                                                   |
| 50   | 1        | Tony Fassina        | 1979 :                                                                                                   |
| 50   | 1        | Fulvio Bacchelli    | 1977 :                                                                                                   |
| 50   | 1        | Kyösti Hämäläinen   | 1977 :                                                                                                   |
| 50   | 1        | Roger Clark         | 1976 :                                                                                                   |
| 50   | 1        | Harry Källström     | 1976 :                                                                                                   |
| 50   | 1        | Per Eklund          | 1976 :                                                                                                   |
| 50   | 1        | Ove Andersson       | 1975 :                                                                                                   |
| 50   | 1        | Raffaele Pinto      | 1974 :                                                                                                   |
| 50   | 1        | Walter Boyce        | 1973 :                                                                                                   |

 : présent en 2024

## Vainqueurs de rallye par nationalité
| Rang | Pays             | Victoires | Pilotes | N° |
| ---- | ---------------- | --------- | --- | -- |
| 1    | France           | 211       | Sébastien Loeb (80), Sébastien Ogier (64), Didier Auriol (20), Bernard Darniche (7), Gilles Panizzi (7), Jean-Luc Thérier (5), Jean-Pierre Nicolas (5), Michèle Mouton (4), François Delecour (4), Jean-Claude Andruet (3), Jean Ragnotti (3), Bruno Saby (2), Philippe Bugalski (2), Guy Fréquelin (1), Bernard Béguin (1), Alain Ambrosino (1), Alain Oreille (1), Patrick Tauziac (1) | 18 |
| 2    | Finlande         | 195       | Marcus Grönholm (30), Tommi Mäkinen (24), Juha Kankkunen (23), Markku Alén (19), Hannu Mikkola (18), Jari-Matti Latvala (18), Mikko Hirvonen (15), Kalle Rovanperä (15), Timo Salonen (11), Ari Vatanen (10), Timo Mäkinen (4), Henri Toivonen (3), Esapekka Lappi (2), Kyösti Hämäläinen (1), Pentti Airikkala (1), Harri Rovanperä (1)                                                 | 16 |
| 3    | Royaume-Uni      | 49        | Colin McRae (25), Richard Burns (10), Elfyn Evans (8), Kris Meeke (5), Roger Clark (1) | 5  |
| 4    | Suède            | 43        | Björn Waldegård (16), Stig Blomqvist (11), Kenneth Eriksson (6), Ingvar Carlsson (2), Mikael Ericsson (2), Mats Jonsson (2), Ove Andersson (1), Per Eklund (1), Harry Källström (1), Anders Kulläng (1) | 10 |
| 5    | Italie           | 30        | Miki Biasion (17), Sandro Munari (7), Raffaele Pinto (1), Fulvio Bacchelli (1), Antonio Fassina (1), Andrea Aghini (1), Gianfranco Cunico (1), Piero Liatti (1) | 8  |
| 5    | Espagne          | 30        | Carlos Sainz (26), Dani Sordo (3), Jesús Puras (1) | 3  |
| 7    | Estonie          | 26        | Ott Tänak (21), Markko Märtin (5) | 2  |
| 8    | Belgique         | 22        | Thierry Neuville (21), François Duval (1) | 2  |
| 9    | Allemagne        | 17        | Walter Röhrl (14), Achim Warmbold (2), Armin Schwarz (1) | 3  |
| 9    | Norvège          | 17        | Petter Solberg (13), Andreas Mikkelsen (3), Mads Østberg (1) | 3  |
| 11   | Kenya            | 8         | Shekhar Mehta (5), Joginder Singh (2), Ian Duncan (1) | 3  |
| 12   | Autriche         | 2         | Franz Wittmann, Sr. (1), Josef Haider (1) | 2  |
| 12   | Japon            | 2         | Kenjirō Shinozuka (2) | 1  |
| 14   | Argentine        | 1         | Jorge Recalde (1) | 1  |
| 14   | Canada           | 1         | Walter Boyce (1) | 1  |
| 14   | Nouvelle-Zélande | 1         | Hayden Paddon (1) | 1  |
| 14   | Portugal         | 1         | Joaquim Moutinho da Silva Santos (1) | 1  |

## Remarque
Ont, également, remporté une somme d'épreuves régulièrement inscrites au WRC (ères cumulées, ERC, puis IMC, puis WRC): Björn Waldegård 20, Stig Blomqvist 15, Erik Carlsson 10, Timo Mäkinen 8, Sandro Munari 8, Jean-Luc Thérier 7, Pauli Toivonen 5, Ove Andersson 5, Tom Trana 5.